# Giovanni Baronzio

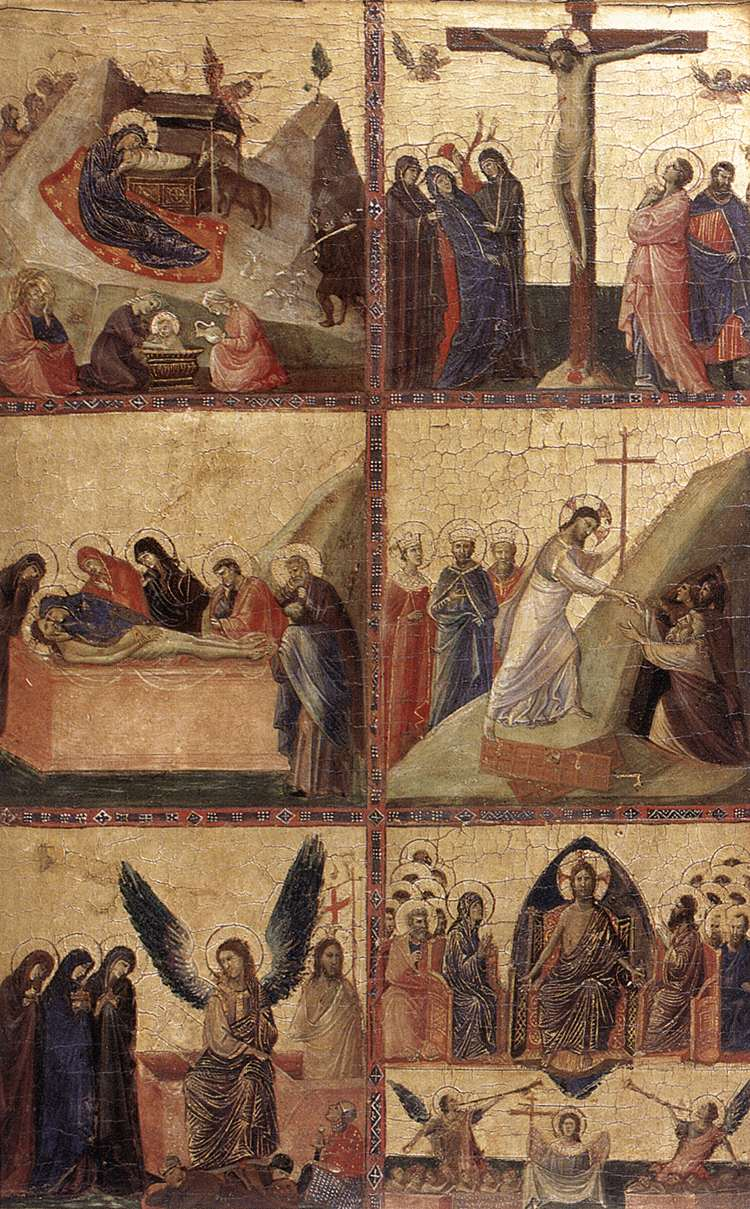
Retábulo de Cristo, por Giovanni Baronzio, na Galleria Nazionale d'Arte Antica

Giovanni Baronzio ou Giovanni da Rimini  (nascido en Rimini e falecido na mesma cidade em 1362) foi um pintor italiano do Estilo gótico, seguidor de Giotto.
Baronzio é um dos três pintores da chamada Escola de Rimini, no começo do século XIV: Giuliano da Rimini, Pietro da Rimini e Giovanni. É conhecido pelo políptico que executou para o Convento dos Frades Menores em Macerata Feltria,  e que hoje está no Palazzo Ducale, em Urbino.
Foi enterrado onde hoje é o Templo Malatestiano, em Rimini.